# Yarmouth (condado de Cumberland)
Yarmouth es un lugar designado por el censo ubicado en el condado de Cumberland en el estado estadounidense de Maine. En el Censo de 2010 tenía una población de 5.869 habitantes y una densidad poblacional de 423,87 personas por km².

## Geografía
Yarmouth se encuentra ubicado en las coordenadas 43°48′14″N 70°11′19″O / 43.80389, -70.18861. Según la Oficina del Censo de los Estados Unidos, Yarmouth tiene una superficie total de 13.85 km², de la cual 13.56 km² corresponden a tierra firme y (2.1%) 0.29 km² es agua.

## Demografía
Según el censo de 2010, había 5.869 personas residiendo en Yarmouth. La densidad de población era de 423,87 hab./km². De los 5.869 habitantes, Yarmouth estaba compuesto por el 96.56% blancos, el 0.66% eran afroamericanos, el 0.19% eran amerindios, el 1.26% eran asiáticos, el 0.05% eran isleños del Pacífico, el 0.22% eran de otras razas y el 1.06% pertenecían a dos o más razas. Del total de la población el 1.33% eran hispanos o latinos de cualquier raza.